# Richard Wentzel
Richard Wentzel fut patron de l'Agence Continentale allemande de 1871 à 1887. Il a succédé à Bernhard Wolff au moment où  l'Agence Continentale était au sommet de sa puissance sur le marché mondial de l'information, grâce à une position hégémonique en Europe du Nord, au soutien total du gouvernement allemand, et à un renversement d'alliance aux États-Unis, où elle avait joué la carte de la Western Associated Press au détriment de la New York Associated Press, plus ancienne.
Ami personnel du banquier Gerson von Bleichröder, Richard Wentzel a commencé sa carrière comme conseiller à la cour de l'empereur allemand, puis il a participé à la réforme de 1865 qui a amené l'État allemand à transformer l'Agence Continentale en sociétés par actions et à la capitaliser avec l'aide des banquiers proches de Bismarck, opération à laquelle un autre conseiller à la cour, le juriste Hermann Riem, fut associé. 
Bismarck reprochait à l'Agence Continentale de ne pas assez soutenir les grands projets de la diplomatie bismarckienne, axée sur un rapprochement avec l'Autriche et l'Italie, au détriment de la France et de l'Angleterre. Plus tard il en viendra même à considérer que les trois agences de Rome (Stefani), de Berlin (Continentale) et de Vienne (Korbureau) n'avaient guère besoin de garder une alliée à Paris.
Dans un mémo envoyé un peu avant les décisions du 4 mars 1865, c'est Richard Wentzel qui a alerté l'empereur sur le risque, selon lui, de voir l'agence de presse Reuters nuire aux intérêts de l'Allemagne. Le Kaiser a alors suggéré que l'Agence Continentale s'adresse directement à des "financiers respectés et patriotes" et un consortium fut formé, dirigé par Gerson von Bleichröder. En juin 1869, il souligne que le gouvernement doit agir pour raisons patriotiques afin de sauver l'agence et un accord secret est conclu entre les deux pour l'assistance financière de l'Etat et la priorité à ses dépêches sur toutes les autres. C'est l'époque où Richard Wentzel prend la direction de l'Agence Continentale. 
Ces interventions ont diminué le prestige de l'Agence Continentale, car l'indépendance des rédactions est apparue beaucoup moins nette. Richard Wentzel a, ensuite, assez vite visité Reuters à Londres, rencontrant le Baron Herbert de Reuter et son père Paul Julius Reuter pour tenter de les rassurer.